# Zink (technologie)
 (septembre 2019).
 (septembre 2019).
Pour les articles homonymes, voir Zink.

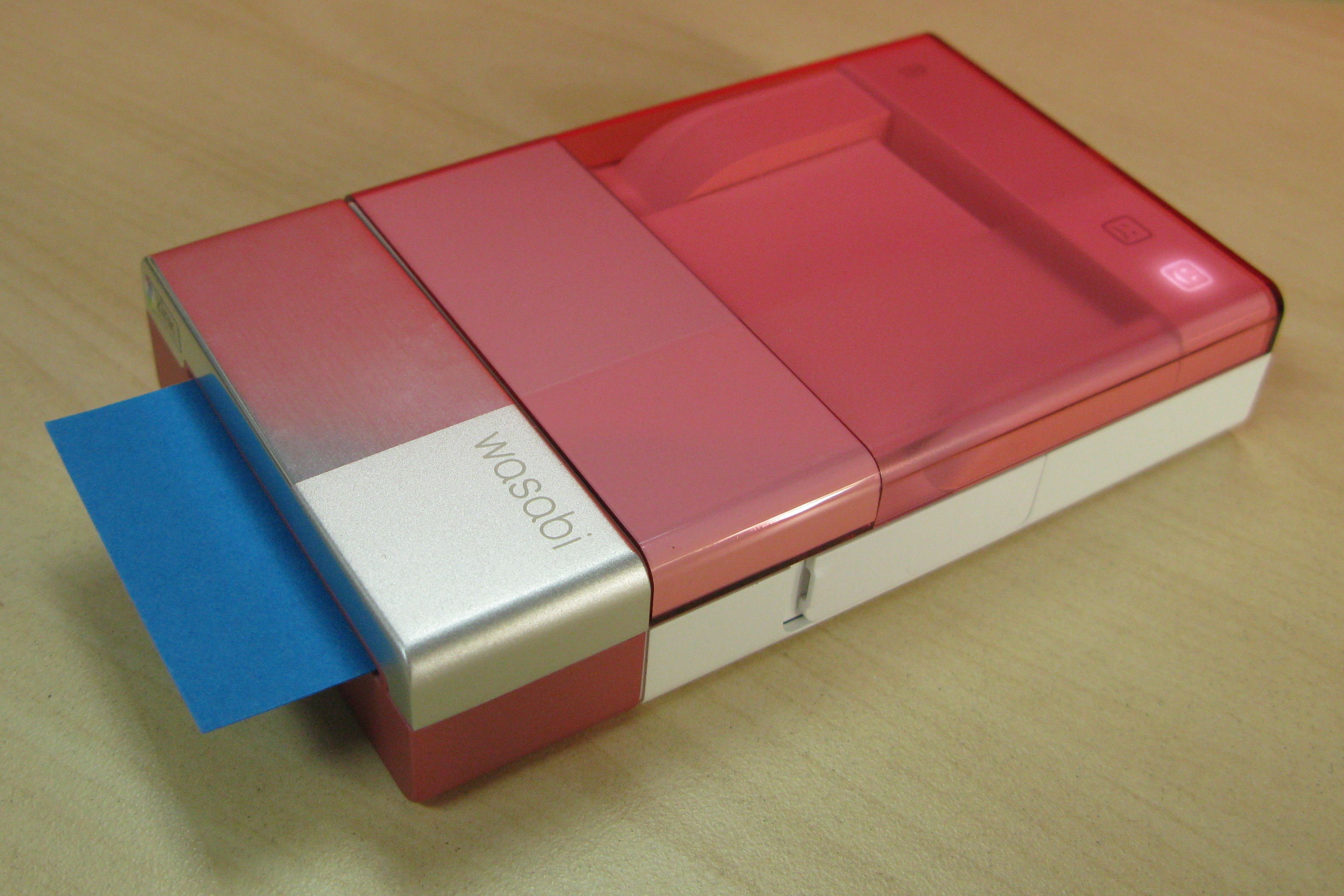
Dell Wasabi PZ310 Zink printer

La technologie Zink vient du terme Zero Ink qui est un procédé d'impression qui ne nécessite aucune encre. 
Principalement utilisé sur des petites imprimantes et appareils photos instantanés, la technologie Zink contient des cristaux de couleurs directement à l'intérieur du papier.

## Technologie
Le papier est composé de plusieurs couches : une couche de base avec adhésif autocollant au dos, des couches thermosensibles avec des colorants cyan, magenta et jaune sous forme incolore, et une surcouche de protection.Les cristaux se teignent lorsqu'ils sont exposés à une source de chaleur émise par le rouleau d'impression de l'imprimante en contrôlant la longueur et l'intensité de l'impulsion de chaleur.La couche jaune est la plus haute, sensible aux courtes impulsions de chaleur à haute température. La couche magenta se trouve au milieu, sensible aux impulsions plus longues de température modérée. La couche cyan se trouve en bas et est sensible aux longues impulsions de basse température. Les couches sont séparées par de minces couches intermédiaires qui servent d'isolation thermique et modèrent la chaleur.